# Torre Realia BCN
La Torre Realia BCN (también conocida bajo el nombre «Torres Fira» junto con el Hotel Porta Fira) es un rascacielos situado en la plaza de Europa en el municipio de Hospitalet de Llobregat, provincia de Barcelona. Se completó en el año 2009, y con sus 112 metros y 24 plantas es el segundo edificio más alto de Hospitalet, superado por el Hotel Porta Fira y el 6º más alto del área metropolitana de Barcelona. Es obra del arquitecto japonés Toyo Ito.